# Norellisoma montanopratense
Norellisoma montanopratense är en tvåvingeart som beskrevs av Ozerov 1993. Norellisoma montanopratense ingår i släktet Norellisoma och familjen kolvflugor. Inga underarter finns listade i Catalogue of Life.